# Clusiosoma pleurale
Clusiosoma pleurale är en tvåvingeart som beskrevs av Malloch 1939. Clusiosoma pleurale ingår i släktet Clusiosoma och familjen borrflugor. Inga underarter finns listade i Catalogue of Life.